# ジュンQ
ジュンQ（JUN Q、1993年8月9日（31歳） - ）は、韓国の歌手、俳優である。MYNAMEのメンバーである。

## 人物
- 本名はカン・ジュンギュ（강준규、Kang Jun Gyu 、姜俊圭）
- ラップ担当
- 身長180cm、体重58kg、血液型AB型。
- MYNAMEのラップ担当。
- 趣味は買い物
- 特技はギター演奏。バンドが好きで中学時代にエレキギターとベースギターを3年間ほど習っていた。
- 好きな音楽ジャンルはヒップホップ
- 好きな食べ物は酢豚
- 低音ボイスでのラップが特徴。
- ラップ曲「告白」という曲を作ることになり、ライブハウスツアーでその曲を披露した。
- 2018年4月 初舞台「NOSTALGIC-再びの君へ贈る-」に出演。

## 作品

### シングル
- 2019年、Firenze"（휘파람 ; Hwiparam）

## 出演

### 舞台
- 2018年4月10日 - 12日「NOSTALGIC-再びの君へ贈る-」
- 2018年4月13日 - 15日 朗読劇「最果てリストランテ」[1]